# TAS de Casablanca
TAS de Casablanca, ook wel bekend als Tihad Athlétic Sport de Casablanca, is een voetbalclub gevestigd in de Marokkaanse stad Casablanca. De in 1947 opgerichte club komt uit in de Botola 2 en speelt zijn thuiswedstrijden in Stade Larbi Zaouli. De traditionele uitrusting van TAS de Casablanca bestaat uit een wit en rood tenue.

## Erelijst
- Coupe du Trône 2018/2019